# Nationalpark
|  | Denne artikel omhandler nationalparker generelt, se Nationalparker i Danmark for danske nationalparker |
En nationalpark er normalt et fredet naturområde, som en stat forvalter for at beskytte og fremvise landets dyre- og planteliv og/eller vigtige og særegne naturværdier. 

## Danmark
Danmark har ingen nationalparker i international forstand. Landet har dog siden 2007 haft områder, der er blevet betegnet "nationalparker". Disse danske nationalparker følger dog ingen internationale definitioner og er ikke fredede, og betegnelsen "nationalpark" i Danmark medfører ikke yderligere beskyttelse af natur og miljø i forhold til, hvad allerede gældende bestemmelser for området fastsætter; der kan fx fortsat dyrkes intensivt ikke-økologisk landbrug i området. De er derfor ikke traditionelle nationalparker i international forstand.
Naturstyrelsen meddelte 8. september at IUCN (International Union for the Conservation of Nature) har tildelt Naturnationalparkerne Fussingø, Gribskov og Almindingen den internationale nationalparkbetegnelse forvaltningskategori “II Nationalpark”, forudsat at planerne for naturnationalparkerne bliver gennemført.

## Grønland
Omkring en tredjedel af Grønland er udlagt til nationalpark. I 1974 blev Grønlands Nationalpark oprettet, et område på 750.000 km2 i Nordøstgrønland, og den er nu verdens største nationalpark.

## Nationalparker i andre lande
Verdens ældste nationalpark er Yellowstone i USA. Den blev oprettet i 1872 for at tage vare på dyrelivet i området, men også på grund af de vulkanske landskaber med gejsere og varme kilder.
I Norge blev Rondane nationalpark oprettet i 1962 som den første nationalpark. For tiden har fastlands-Norge 25 nationalparker med et samlet areal på 22.000 km², mens Svalbard har 6 nationalparker på tilsammen 14.000 km². Dermed er 7 %[kilde mangler] af fastlandet og 23 % af Svalbard beskyttet som nationalpark.
Andre kendte nationalparker er:
- Ngorongoro (Tanzania)
- Serengeti (Tanzania)
- Yosemite (USA)